# Antonio Santin
Antonio Santin, italijanski rimskokatoliški duhovnik, škof, nadškof, * 9. december 1895, Rovinj, † 17. marec 1981, Trst.

## Življenjepis
1. maja 1918 je prejel duhovniško posvečenje.
10. avgusta 1933 je postal škof Reke; škofovsko posvečenje je prejel 29. oktobra istega leta.
Pastirsko službo na Reki je opravljal do 16. maja 1938, ko je bil imenovan za škofa škofije Trst-Koper. 13. julija 1963 ga je papež Pavel VI. imenoval za nadškofa.
Upokojil se je 28. junija 1975.

### Napad v Kopru
Tako imenovano ljudsko oblast v „Coni B" Svobodnega tržaškega ozemlja je navdihovala brezbožna in nečloveška ideologija, za katero je od vsega začetka bilo značilno sovraštvo do vere, kar je predpostavljalo preganjanje duhovnikov in blatenje škofov. Ko je prijavil oblastem, da bo 19. junija 1947 odšel iz Trsta v Koper na praznik mestnega zavetnika svetega Nazarija in podelit zakrament svete birme, so Titovci imeli dovolj časa, da so nanj priredili napad. Jugoslovanski komunisti niso tvegali njegovega umora, ampak so ga divjaško napadli ter ga tam pustili krvavečega in hudo pretepenega. 

### Marijansko svetišče na Vejni
Dolgoletni urednik salezijanskih "Knjižic" Franc Štuhec je bil tesen sodelavec tržaškega škofa in se spominja njegovih prizadevanj okoli Marijinega svetišča.Pri njegovem delovanju so ga vodile tri vrednote: podobno kot škofa Santina širjenje pobožnosti do Marije Pomočnice, vrh tega zvestoba Don Bosku ter ohranjanje slovenske narodne zavesti v domovini in Zamejstvu. Rad je pripovedoval o naklonjenosti papeža Janeza XXIII. do Trsta, njegovega škofa in plemenitih prizadevanj, kakor tudi obeh cerkvenih dostojanstvenikov do našega naroda in njegovih pravic. To je papež pokazal tudi ob graditvi zaobljubnega svetišča na Vejni; s tem je tržaški škof Santin hotel spolniti zaobljubo, ki jo je napravil pred Marijinim oltarjem 30. aprila 1945 v zahvalo za rešitev mesta Trsta pred uničenjem ob koncu vojne:
| Un voto che riguarda la città di Trieste. | Zaobljuba v imenu tržaškega mesta |
| --- | --- |
| ″Qui sull’altare della mia cappella davanti al SS.mo Sacramento, oggi, 30 aprile 1945, festa di Santa Caterina da Siena, patrona d’Italia, e apertura del mese di Maria, alle 19 e 45, in un momento che è forse il più tragico della storia di Trieste, mentre tutte le umane speranze per la salvezza della città sembrano fallire, come vescovo indegnissimo di Trieste mi rivolgo alla Vergine Santa per implorare pietà e salvezza. E faccio un voto privato e uno che riguarda la città. Questo secondo è il seguente: se con la protezione della Madonna di Trieste sarà salva farò ogni sforzo perché sia eretta una chiesa in suo onore. Antonio Vescovo″ | „Tukaj na oltarju svoje kapele pred Najsvetejšim, danes, 30. aprila 1945 ob tričetrt na osem zvečer, na praznik zavetnice Italije svete Katarine Sienske, in ob začetku Marijinega meseca, v trenutku, ki je morda najbolj tragičen v zgodovini Trsta, ko se zdi, da vsa človeška upanja na rešitev mesta propadajo, se kot najnevrednejši tržaški škof obračam k Sveti Devici, da bi jo prosil za usmiljenje in rešitev. In dajem eno zasebno zaobljubo, in eno, ki se nanaša na mesto. Druga je naslednja: če bo mesto rešeno z zaščito Tržaške Madone, si bom po najboljših močeh prizadeval, da se postavi v njeno čast cerkev.“ Škof Anton |

Ime svetišča naj bi se glasilo najprej Marija, Kraljica Italije, saj so sprva za njegovo postavitev nameravale prispevati župnije širom Italije; 1958 je po vseh škofijah romal kip Fatimske Gospe, kar se je končalo v Trstu s posvetitvijo "Marijinemu brezmadežnemu Srcu" po želji papeža Pija XII.. Bolonjski nadškof kardinal Lercaro je v zvezi s tem prizadevanjem predlagal, naj se na Siciliji začeto potovanje konča v Trstu s položitvijo temeljnega kamna za cerkev, ki bo posvečena „Mariji, Kraljici Italije“. Med Slovenci je takrat završalo in  apostolski protonotar ter škofov sodelavec Ukmar je naslovil na svojega prijatelja domačega škofa pismo z naslednjo vsebino: 
| Lettera di obiezione di Jacob Ukmar | Oporečno pismo Jakoba Ukmarja |
| --- | --- |
| ″Da più parti sento che l’erezione di un Tempio Mariano sotto il titolo di «Regina d’Italia» qui a Trieste non farà buon sangue. Gli Sloveni sarebbero tutti contrari, ma anche molti italiani. Essi trovano inopportuno che sul territorio abitato da due nazioni e quasi al confine con lo stato jugoslavo venga scelto un tale titolo″. | »Z mnogih strani slišim, da postavitev Marijinega templja pod nazivom 'Kraljica Italije' tukaj v Trstu ne bo naletelo na odobravanje. Proti temu bi bili vsi Slovenci, pa tudi mnogi Italijani. Neprimerno se jim zdi, da bi bil takšen naziv izbran na ozemlju, ki ga naseljujeta dva naroda in je skoraj na meji z jugoslovansko državo«. |

1959 je tržaški škof Santin pobudo predstavil svetemu očetu Janezu XXIII., ki jo je z velikim zadovoljstvom odobril in tako je zavetnica svetišča na Vejni postala „Marija, Mati in Kraljica“. 
Glede na to, da se hram nahaja na narodnostno mešanem ozemlju, kjer živijo tako Italijani kot Slovenci, je po Štuhecovih besedah uvidevni papež Janez XXIII. lastnoročno prečrtal prvotni naslov in določil za to priljubljeno Marijino svetišče na Vejni takšno ime, ki je sprejemljivo za oba tam živeča naroda, tako za Slovence kot Italijane: Marija Mati in Kraljica vseh ljudstev, ki naj po krvavih spopadih dveh svetovnih vojn živijo poslej v miru in sodelovanju. To marijansko svetišče naj bo znameje miru in prijateljstva med Vzhodom in Zahodom, kpa tudi sodelovanja in povezanosti med vsemi narodi.
Podobno borbo je vodil Štuhec tudi glede možnosti, da bi bil en oltar posvečen svetima slovanskima apostoloma, bratoma Cirilu in Metodu, ki sta končno le dobila po posredovanju škofa Santina v tem veličastnem svetišču na stičišču Romanov, Slovanov in Germanov oltar, ki ga je z mozaikom okrasil primorski rojak Tone Kralj.